# För dig jag träder fram
För dig jag träder fram är en psalm med text skriven av Johan Olof Wallin.

## Publicerad i
- 1819 års psalmbok som nr 353 under rubriken "Kristligt sinne och förhållande".[1]